# 林楼駅
林楼駅（りんろうえき）は、中華人民共和国安徽省滁州市南譙区揚子路と蘇滁大道交差点の東側にある、南京地下鉄S4号線の駅である。

## 駅名
駅名については、事業着手当初は滁州市政府と南京地下鉄集団は「示範園駅」の仮称を用いており、2022年9月2日に「双城寺駅」を駅名として第一次公示され、2022年11月15日に駅名が「林楼駅」に決定したことが発表された。

## 隣の駅
南京地下鉄
■S4号線
水口駅- 林楼駅 - 大王郢駅